# Måna Grivner

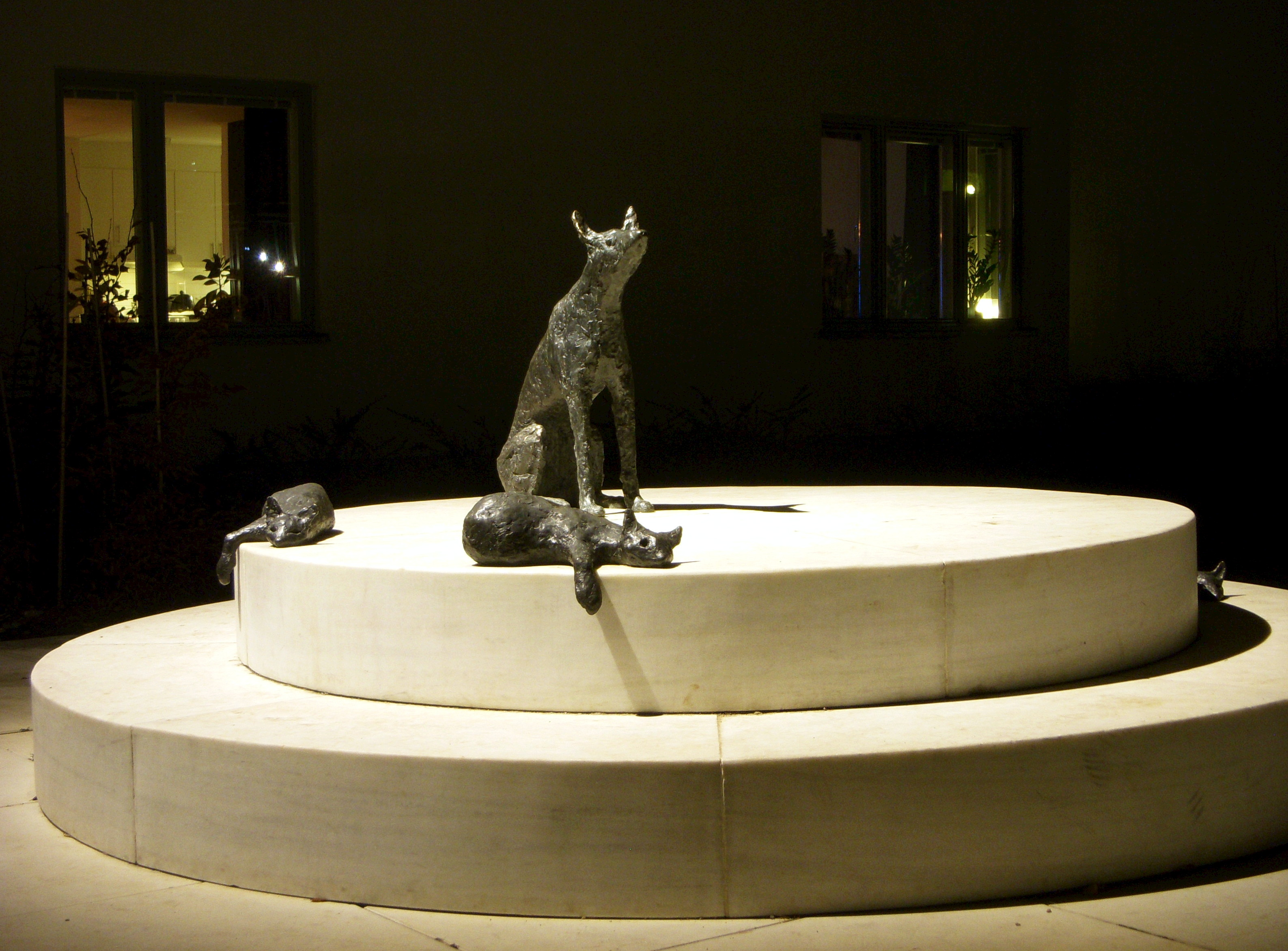
”I väntan på någon”.

Måna Grivner, född 25 juli 1946 i Nederkalix är en svensk konstnär och skulptör, som bor och arbetar i Stockholm.

## Liv och verk
Måna Grivner studerade  1970 till 1976 vid Konstakademien samt praktisk filosofi vid Stockholms universitet. Bland hennes offentliga arbeten märks bland annat djurskulpturen i brons och marmor  ”I väntan på någon” som restes 2009 vid Förskeppsgatan 5 i Södra Hammarbyhamnen i Stockholm (Hammarby sjöstad). Vid invigningstalet sade hon: "Vi lever i ett flöde av smärta. I en värld där våldet trappas upp, där de religiösa motsättningarna ökar och där främlingsfientligheten växer mer och mer. Jag har velat skapa ett undantagshål där man kan sitta och slappna av, reflektera och hämta kraft. En plats där man kan samla lugn, mitt i det här bruset." 

## Separatutställningar

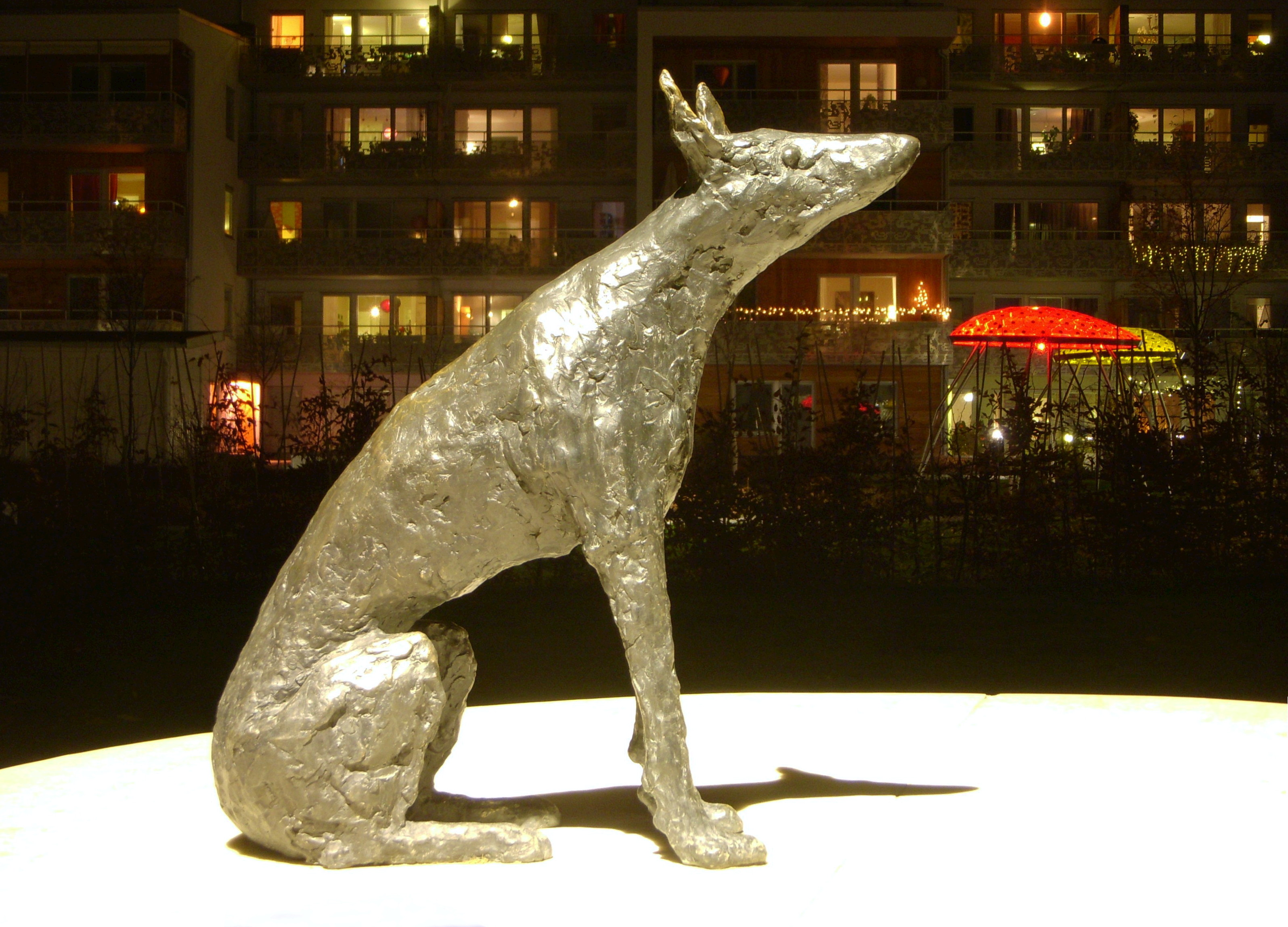
”I väntan på någon”, detalj.

- Konstakademien, Galleri Väst och Ateljén 2006
- Galleri Kavaletten, Stockholm, 1996
- Kalix kommunalhus, 1989
- Café Mejan, Stockholm, 1978